# Bariéra vstupu na trh
Bariéra vstupu na trh je soubor podmínek, které v tržním prostředí musí subjekt splnit, aby se mohl zařadit do konkurence mezi etablované hráče. Může zahrnovat:
- úřední náležitosti (založení firmy, živnosti)
- finanční prostředky (například základní jmění, finanční rezervy pro fiskální instituce)
- zajištěné a naplánované financování, popřípadě zajištění (investičního) úvěru
- pozemky (pro parkoviště, sklady, …)
- zázemí (ústředí, kanceláře, budovy, laboratoře, továrny, …)
- kapitál (továrny, výzkumná střediska, testovací ústavy, zázemí pro zaměstnance)
- zaměstnance – personál s různou úrovní kvalifikace
- funkční firemní infrastrukturu (např. účetnictví, zajištění efektivní komunikace mezi lidmi ve firmě i mezi firmou a partnery)
- infrastrukturu pro fungování byznys modelu (pobočky, sklady, servis vyráběných produktů, logistika)
- zajištění dohod a smluv s dodavateli, subdodavateli, odběrateli, obchodními partnery
- koncese, patenty, autorizace prodeje, frenčízing
- marketing
- licence (např. pro nakládání s nebezpečným odpadem, telekomunikační)
- různé obdobné atestace a podmínky zakotvené v legislativě
- podmínky stanovené na úrovni státu (státní pobídky, podpora státu, dotace, osbovození od daní, nebo naopak penalizace daná zákonem, spotřební nebo jiné specifické daně)

Část těchto výrobních faktorů lze buď vlastnit nebo si je pronajímat.

## Speciální případy
Bariéra vstupu na trh může být v některých případech absolutní (na trh nelze vstoupit) – například v ropném průmyslu v zemi, kde je legislativně dáno, že tuto činnost zajišťuje jedna společnost vlastněná státem. Ve svém důsledku stejný je případ, kdy charakter zamýšlené podnikatelské činnosti nebude lukrativní i při té nejoptimističtější předpovědi poptávky v dané zemi.
Opačným extrémem, kdy bariéra pro vstup na trh se blíží nule, mohou být například osoby samostatně výdělečně činné nebo dokonce člověk bez jakékoli zákonem vyžadované kvalifikace na trhu, pro něž jsou typické drobné zakázky, realizované třeba smlouvou o dílo (např. copywriting).

## Bariéra vstupu na trh a hospodářská soutěž
Bariéra vstupu na trh je rozhodujícím faktorem určující strukturu trhu v daném odvětví – to, je-li příliš nízká nebo příliš vysoká, může způsobovat, že tržní prostředí bude přecházet mezi stavem dokonalé konkurence nebo monopolu/monopsonu.